# Stupeur et tremblements
Stupeur et tremblements (Met angst en beven) is een in 1999 gepubliceerde autobiografische roman van de Franstalige Belgische schrijfster Amélie Nothomb. Het is haar negende roman en de zevende die uitgegeven werd door Éditions Albin Michel. Hij werd in 1999 bekroond met de Grand Prix du roman de l'Académie française, ex aequo  met Anielka van François Taillandier. Een Nederlandse vertaling, van Marijke Arijs, getiteld Met angst en beven werd in 2002 uitgegeven door De Bezige Bij.

## Thema's
Deze roman beschrijft het Japanse systeem van werkverhoudingen in grote firma's waarin niet alleen van werknemers perfectie wordt geëist, maar waarin ook wrede behandelingen als uitsluiting en belediging geduld worden. Soms worden die straffen, zoals bij Amélie het geval was, ingezet om iemand weg te pesten zonder hem zelf te moeten ontslaan. De titel Stupeur et tremblements verwijst naar een Japans protocol dat wordt opgelegd waarbij respect voor de aanwezigheid van de keizer met 'vrees en beven' moet worden getoond door zijn onderdanen. Moderne Japanners houden zich niet zo strikt meer aan dit voorschrift, maar tot 1947 werd de keizer nog als een levende god beschouwd. Met deze roman schreef Amélie Nothomb een haast kafkaëske satire van het moderne despotisme binnen de bedrijfscultuur.
Nothomb maakt ook diverse bespiegelingen in het boek over de positie van de Japanse vrouw. Enerzijds bewondert ze hen, anderzijds beseft ze (anno 1999) dat deze vrouwen weinig keuzevrijheid hebben om het leven te leiden dat ze zouden willen. Enkele citaten uit een fragment waarin ze de Japanse vrouw 'toespreekt' (p. 96 en p. 97):
"Tu as pour devoir d'être belle."

"Tu as pour devoir de te marier, 

"de préférence avant tes vingt-cinq ans qui seront ta date de péremption."

"Tu as pour devoir d'avoir des enfants."
"Het is je plicht om mooi te zijn."

"Het is je plicht om te trouwen,"

"bij voorkeur voor je 25 jaar oud bent, je vervaldag."

"Het is je plicht om kinderen te krijgen.
Ze besluit haar bespiegeling op p. 102 met deze harde conclusie:
"C'est pourquoi je proclame ma profonde admiration pour toute Nipponne qui ne s'est pas suicidée."
"Daarom druk ik mijn diepe bewondering uit voor elke Japanse die geen zelfmoord heeft gepleegd."

## Samenvatting
Amélie is een Franstalig Belgisch meisje dat de eerste vijf jaar van haar jeugd doorbracht in Japan. Zij hield daar een grote bewondering voor de Japanse elegantie en levensstijl aan over. Haar vader, een diplomaat, bezorgt haar na haar studies in België een contract bij de prestigieuze firma Yumimoto in Japan waar ze als tolk aan de slag kan gaan. Al heel snel komt zij echter in aanraking met de starre Japanse hiërarchie binnen het bedrijf. Eerst werkt ze als secretaresse bij de zenuwachtige meneer Saito, die haar opzadelt met saai kantoorwerk. De brieven die ze voor hem moet schrijven keurt hij echter steevast een voor een af. Zij wordt dan gedegradeerd tot koffiemeisje. Ook dat loopt mis als blijkt dat ze te vloeiend Japans spreekt zodat ze de 'bazen' tijdens vergaderingen kan afluisteren. Ze krijgt een nieuw baantje: de post rondbrengen. Nu wordt haar echter verweten dat ze het werk van de vorige postbezorger heeft afgepakt. Uiteindelijk besluit ze om zelf maar wat werk te verzinnen zoals kalenders goed hangen. De enige met wie ze een vriendschappelijk contact heeft is een ander meisje, Fubuki, maar hiërarchische codes en opvattingen over eer en schande ondermijnen deze vriendschap. Op een dag vlucht Fubuki de toiletten in nadat ze is uitgekafferd door vicepresident Omochi. Amélie begaat de onvergeeflijke fout om haar te volgen. Fubuki ervaart het immers als een schande dat iemand haar heeft zien huilen en straft Amélie door haar 'madame pipi' te maken: Amélie mag voortaan de toiletten schoonmaken. Ook in deze functie wordt zij de huid vol gescholden wegens onbekwaamheid. Zo sleurt de vicepresident haar op een dag razend mee naar de mannentoiletten. Amélie is ervan overtuigd dat hij haar gaat verkrachten, maar hij slaat gewoon op tilt omdat het papier daar op is. 
Amélie blijft zich problemen op de hals halen doordat ze weinig begrip toont voor de macho cultuur binnen het bedrijf. Zij trapt op heel wat lange tenen van bazen, onderbazen en werknemers die in hiërarchie hoger staan dan zij. Als "Amélie-san" staat zij onder het commando van Fubuki Mori. Mori moet dan weer gehoorzamen aan Saito, die zelf onder het bevel van de heer Omochi werkt. Allen moeten blind gehoorzamen aan de top van de hiërarchische piramide, de heer Haneda. Amélie-san ontvangt dus orders van iedereen. Uiteindelijk biedt Amélie haar ontslag aan. De heer Haneda, de enige die zich vriendelijk en stijlvol tegenover haar heeft gedragen, aanvaardt het. Hij verzekert haar ervan dat ze gewoon pech heeft gehad, dat ze veel capaciteiten bezit en dat hij hoopt haar ooit terug te zien keren naar zijn bedrijf. 
Na deze traumatische periode begint Amélie te schrijven. Als in 1992 haar eerste roman (Hygiène de l'assassin) verschijnt, krijgt zij een briefje met felicitaties van Fubuki in het Japans en dat verzoent haar enigszins met de beproevingen die ze heeft moeten doorstaan.

## Filmbewerking
- Stupeur et Tremblements is een Franse film van Alain Corneau uit 2003, gebaseerd op Amélie Nothombs boek.

## Prijzen
Grand Prix du roman de l'Académie française